# Вал (Південна Голландія)
Вал (нід. Waal) — селище в нідерландській провінції Південна Голландія. Входить до муніципалітету Моленланден. Його населення станом на 2001 рік складало 120 осіб.